# Sancourt
Sancourt é uma comuna francesa na região administrativa da Normandia, no departamento de Eure. Estende-se por uma área de 6,47 km². Em 2010 a comuna tinha 163 habitantes (densidade: 25,2 hab./km²).